# Dibenzylsulfid
Dibenzylsulfid ist eine chemische Verbindung aus der Gruppe der Thioether.

## Gewinnung und Darstellung
Dibenzylsulfid kann durch Reaktion von Benzylchlorid mit Natriumsulfid gewonnen werden.

## Eigenschaften
Dibenzylsulfid ist ein brennbarer, schwer entzündbarer, weißer Feststoff mit unangenehmem Geruch, der praktisch unlöslich in Wasser ist. Er besitzt bei 150 K eine orthorhombische Kristallstruktur mit der Raumgruppe Pbcn (Raumgruppen-Nr. 60).

## Verwendung
Dibenzylsulfid wird für organische Synthesen verwendet.